# Hilde Holger

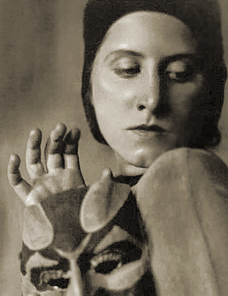
Hilde Holger, gefotografeerd door Josef Trcka in 1925

Hilde Boman-Behram (18 oktober 1905 - 24 september 2001), geboren Hilde Sofer en bekend onder de artiestennaam Hilde Holger, was een expressionistische danseres, choreografe en danslerares. Haar bijdragen aan geïntegreerde dans hebben een grote impact gehad op moderne dans.

## Familie
Holger kwam uit een liberaal joods gezin. Zij was de dochter van Alfred en Elise Sofer Schneiber. Haar vader was een dichter: hij stierf in 1906. Haar grootvader was schoenmaker, en werkte voor het Oostenrijkse hof. Toen Nazi-Duitsland in 1939 Oostenrijk binnenviel, ontvluchtte Holger Wenen. Omdat haar toegang tot het Verenigd Koninkrijk werd geweigerd, besloot ze te emigreren naar India. Daar ontmoette ze in Bombay de homeopaat en kunstliefhebber, Dr. Ardershir Kavasji Boman-Behram. Ze trouwden in 1940. Haar moeder, stiefvader en veertien van haar familieleden kwamen om tijdens de Holocaust.
Hilde Holger had twee kinderen. In 1948 emigreerde ze met haar gezin naar Engeland waar ze de rest van haar leven heeft gewoond.

## Carrière
Hilde Holger begon haar danscarrière op zesjarige leeftijd. In die tijd was ze te jong om toegelaten te worden tot de Academie voor Muziek en Dramatische Kunsten in Wenen. In plaats daarvan nam ze met haar zus lessen in ballroomdansen, totdat ze werd toegelaten tot de academie. Ze studeerde vervolgens bij de radicale danseres Gertrud Bodenwieser, die destijds docent aan de Weense Staatsacademie was. Ze bewonderden Isadora Duncan en Ruth St. Denis, evenals kunstenaars van de Weense Sezession.
Holger werd al snel de belangrijkste danseres en een persoonlijke vriendin van Bodenwieser, en trad met het gezelschap van Bodenwieser op in heel West- en Oost-Europa. Ze toerde ook met haar eigen Hilde Holger Dans Groep. Op haar achttiende had ze haar eerste solo-optreden. Later veroorzaakte ze met haar veelgeprezen expressionistische dans opschudding in de Weense Hagenbund en theaters in Wenen, Parijs en Berlijn. Vanwege haar passie voor dans richtte ze in 1926 in Palais Ratibor, midden in het hart van Wenen, de New School for Movement Arts op.
Op 12 maart 1938 trokken Duitse troepen Oostenrijk binnen en werd het land samengevoegd met Duitsland. Het werd Joden verboden op te treden. Holger kreeg hulp van haar vriend Charles Petrach om Oostenrijk te ontvluchten. Ze besloot naar India te gaan omdat, naar haar zeggen in die tijd, de kunst van dat land voor westerlingen het meest fascinerend was.
In India kreeg ze de kans om nieuwe ervaringen op te nemen in haar werk, in het bijzonder de handbewegingen van de Indiase dans. Klassieke Indiase dans kent meer dan driehonderd van deze bewegingen om leven en natuur uit te drukken. In 1941 richtte Holger een nieuwe dansschool op in Bombay. Ze accepteerde studenten van alle rassen, religies en nationaliteiten zonder vooroordeel. Net als in Wenen werd Holger onderdeel van de kunstenaarsgemeenschap. Onder haar vrienden waren de Indiase dansers Uday Shankar en Ram Gopal. Gopal danste in Holgers dansschool. In 1948 was het geweld tussen moslims en hindoes in India zo erg dat ze gedwongen was opnieuw te emigreren, dit keer naar Groot-Brittannië.

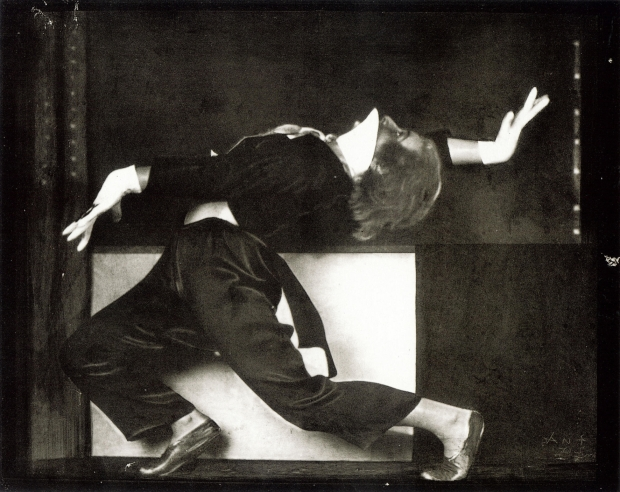

In Engeland trad haar Holger Modern Ballet Group op in parken, kerken en theaters. Ze opende opnieuw een dansschool, de Hilde Holger School of Contemporary Dance, waar ze trouw bleef aan haar filosofie dat om een goede danser te zijn lichaam en geest een eenheid moesten vormen. Haar doorbraak in Londen kwam in 1951 met de première van Under the Sea, geïnspireerd door een compositie van Camille Saint-Saens. Haar voorstelling Apsaras (1983) verkende haar ervaringen in India.
In de zomer van 1983 keerde ze voor het eerst terug naar India waar ze sinds 1948 niet meer was geweest. Daar werkte ze als choreograaf voor een groot dansgezelschap geregisseerd door Sachin Shankar.
Holger was bijzonder trots op haar werk met geestelijk gehandicapten. Ze creëerde een vorm van danstherapie voor kinderen die net als haar eigen zoon het syndroom van Down hadden. Holger was de eerste choreograaf die professionele dansers liet dansen met jonge volwassenen met ernstige ontwikkelingen en leermoeilijkheden. Holger orkestreerde After the Light, met muziek van Edvard Grieg in 1968. Het was een baanbrekend en innovatief werk, en een van de eerste geïntegreerde dansstukken die op een professioneel podium verscheen.

## Invloed en navolging
Hilde Holger heeft invloed gehad op drie generaties dansers en choreografen. Ze stelde hoge eisen aan kwaliteit en ze was niet bang om risico's te nemen. Ze accepteerde studenten zonder vooroordeel, inclusief gehandicapte studenten, zolang ze maar oprecht waren.
Een van haar studenten, Wolfgang Stange, zette haar werk voort met mensen met leermoeilijkheden, zoals het downsyndroom en autisme, evenals met mensen met lichamelijke handicaps. Stange's Amici Dance Theatre Company, het eerste fysieke geïntegreerde dansgezelschap in Groot-Brittannië, creëerde een uitvoering getiteld Hilde die werd opgevoerd in het Riverside Theatre in Londen in 1996, evenals in het Odeon in Wenen in 1998.
In de laatste paar weken van haar leven gaf Holger nog steeds danslessen in haar kelderstudio in Camden, Londen, waar ze meer dan vijftig jaar had gewoond. Onder haar studenten waren Liz Aggiss, Jane Asher, Primavera Boman, Carol Brown, Carl Campbell, Sophie Constanti, Jeff Henry, Ivan Illich, Luke Jennings, Thomas Kampe, Claudia Koppenberg, Lindsay Kemp, Juliet Miangay-Cooper, Royston Maldoom OBE, Anna Niman, David Niman, Litz Pisk, Kristina Rihanoff, Kelvin Rotardier, Feroza Seervai, Rebecca Skelton, Marion Stein, Sheila Styles, Jacqueline Waltz en Vally Wieselthier.

## Choreografieën
| Jaar | Rendement                                    | Muziek                                                        | Congreslocatie                       | Anders                                |  |
| ---- | -------------------------------------------- | ------------------------------------------------------------- | ------------------------------------ | ------------------------------------- |  |
| 1923 | Bouree                                       | Johann Sebastian Bach                                         | Wiener Secession                     |                                       |  |
| 1923 | Eine Seifenblase                             | Claude Debussy                                                | Wiener Secession                     |                                       |  |
| 1923 | Forelle                                      | Franz Schubert                                                | Wiener Secession                     |                                       |  |
| 1923 | Humoreske                                    | Max Reger                                                     | Wiener Secession                     |                                       |  |
| 1923 | Le Martyre de Saint Sebastien                | Claude Debussy                                                | Wiener Secession                     |                                       |  |
| 1923 | Reiter im Sturm                              | Siegfried Frederick Nadel                                     | Wiener Secession                     |                                       |  |
| 1923 | Sarabande                                    | Johann Sebastian Bach                                         | Wiener Secession                     |                                       |  |
| 1923 | Trout                                        |                                                               |                                      |                                       |  |
| 1923 | Vogel als Prophet                            | Franz Schubert                                                | Wiener Secession                     |                                       |  |
| 1926 | Funeral March for a Canary                   | Lord Berners                                                  |                                      |                                       |  |
| 1926 | Mechanical Ballet                            |                                                               |                                      |                                       |  |
| 1929 | Chaconne & Variations                        | George Frideric Handel                                        |                                      |                                       |  |
| 1929 | Englischer Schafertanz                       | Percy Aldridge Grainger                                       |                                      |                                       |  |
| 1929 | Hebraischer Tanz solo                        | Alexander Moissejewitsch Weprik                               |                                      |                                       |  |
| 1929 | Lebenswende                                  | Karel Boleslav Jirák                                          |                                      |                                       |  |
| 1929 | Marsch                                       | Sergei Sergejewitsch Prokofjew                                |                                      |                                       |  |
| 1929 | The Martyrdom of Saint Sebastien             | Claude Debussy                                                |                                      |                                       |  |
| 1929 | Mutter Erde                                  | Heinz Graupner                                                |                                      |                                       |  |
| 1929 | Sarabande und Bourree                        | Johann Sebastian Bach                                         |                                      |                                       |  |
| 1929 | Tanz nach Rumaischene Motive                 | Béla Bartók                                                   |                                      |                                       |  |
| 1931 | Javanische Impression                        | Heinz Graupner                                                |                                      |                                       |  |
| 1933 | Kabbalistischer Tanz                         | Vittorio Rieti                                                |                                      |                                       |  |
| 1936 | Ahasver                                      | Marcel Rubin                                                  | Volkshochschule, Wien                |                                       |  |
| 1936 | Barbarasong                                  | Kurt Weill                                                    | Volkshochschule, Wien                |                                       |  |
| 1936 | Engel der Verkündigung                       | Georg Friedrich Händel                                        | Volkshochschule, Wien                |                                       |  |
| 1937 | Flämischer Bilderboden                       | na Breughel                                                   | Volksbildungshaus, Stöbergasse, Wien |                                       |  |
| 1937 | Golem                                        | Friedrich Wilckens                                            | Volksbildungshaus, Stöbergasse, Wien |                                       |  |
| 1937 | Mystischer Kreis                             | Rudolph Reti                                                  | Volksbildungshaus, Stöbergasse, Wien |                                       |  |
| 1937 | Orientalischer Tanz                          | Graupner                                                      | Volksbildungshaus, Stöbergasse, Wien |                                       |  |
| 1937 | Passacaglia                                  | Georg Friedrich Händel                                        | Volksbildungshaus, Stöbergasse, Wien |                                       |  |
| 1937 | Tango                                        | Ralph Benatzky                                                | Volksbildungshaus, Stöbergasse, Wien |                                       |  |
| 1948 | Annunciation                                 |                                                               |                                      |                                       |  |
| 1948 | Emperors new Clothes                         | Wolfgang Amadeus Mozart                                       |                                      |                                       |  |
| 1948 | Pavane                                       | Maurice Ravel                                                 |                                      |                                       |  |
| 1948 | Russian Fairy Tales                          | Alexander Porfirjewitsch Borodin, Modest Petrovich Mussorgsky |                                      |                                       |  |
| 1948 | Selfish Giant                                |                                                               |                                      |                                       |  |
| 1948 | Tales and Legends in Modern Ballet           |                                                               |                                      |                                       |  |
| 1948 | Viennese Waltz                               | Johann Strauss II                                             |                                      |                                       |  |
| 1952 | Dance with Cymbals on the Indian Ocean       |                                                               |                                      |                                       |  |
| 1952 | Dance with Tambourines                       | Fritz Dietrich                                                |                                      |                                       |  |
| 1952 | Nocturne                                     | Heinz Graupner                                                |                                      |                                       |  |
| 1952 | Slavic Dance                                 | Antonín Dvořák                                                |                                      |                                       |  |
| 1954 | Aztec Cult (Sacrifice)                       |                                                               |                                      |                                       |  |
| 1954 | Barbar the Elephant                          |                                                               |                                      |                                       |  |
| 1954 | Old Vienna                                   |                                                               |                                      |                                       |  |
| 1954 | Orchid                                       |                                                               |                                      |                                       |  |
| 1954 | Rhythm of the East                           |                                                               |                                      |                                       |  |
| 1954 | Selfish Giant                                |                                                               |                                      |                                       |  |
| 1954 | Tibetan Prayer Songs                         |                                                               |                                      |                                       |  |
| 1955 | Angels                                       |                                                               |                                      |                                       |  |
| 1955 | Dance Etudes                                 |                                                               |                                      |                                       |  |
| 1955 | Galliarde-Siciliano                          | Ottorino Respighi                                             |                                      |                                       |  |
| 1955 | Hoops                                        | Georges Bizet                                                 |                                      |                                       |  |
| 1955 | Jazz                                         | Heinz Graupner                                                |                                      |                                       |  |
| 1955 | Men & Horses                                 | John S. Beckett                                               |                                      |                                       |  |
| 1955 | Toccata                                      | Pietro Domenico Paradies                                      |                                      |                                       |  |
| 1955 | Under the Sea                                | Camille Saint-Saëns                                           | Sadler’s Wells                       |                                       |  |
| 1955 | Valse Caprice                                | Aram Khachaturian                                             |                                      |                                       |  |
| 1956 | Etude                                        |                                                               |                                      |                                       |  |
| 1956 | Prelude                                      | Johann Sebastian Bach                                         |                                      |                                       |  |
| 1956 | Theme and Variations                         | George Frideric Handel                                        |                                      |                                       |  |
| 1957 | Allegro Vivaci                               | Johann Sebastian Bach                                         |                                      |                                       |  |
| 1957 | Bird                                         |                                                               |                                      |                                       |  |
| 1957 | Café Dansant                                 | George Gershwin                                               |                                      |                                       |  |
| 1957 | Egypt                                        |                                                               |                                      |                                       |  |
| 1957 | The Hunter and the Geese                     |                                                               |                                      |                                       |  |
| 1957 | Madonna                                      |                                                               |                                      |                                       |  |
| 1957 | March                                        | Lev Knipper                                                   |                                      |                                       |  |
| 1957 | Nativity                                     | George Frideric Handel, Franz Schubert, Johann Sebastian Bach |                                      |                                       |  |
| 1957 | Sale                                         | Johann Strauss II                                             |                                      |                                       |  |
| 1957 | The Toyshop                                  | Aram Khachaturian                                             |                                      |                                       |  |
| 1957 | Stranger                                     | Aaron Copland                                                 |                                      |                                       |  |
| 1957 | Witches Kitchen and Walpurgisnight           | Paul Dukas                                                    |                                      |                                       |  |
| 1958 | Dance Divertissement                         |                                                               |                                      |                                       |  |
| 1958 | Dance for four Women                         | Joaquín Turina                                                |                                      |                                       |  |
| 1958 | Dance with Bells                             | John S. Beckett                                               |                                      |                                       |  |
| 1958 | Ritual Fire Dance                            | Manuel de Falla                                               |                                      |                                       |  |
| 1958 | Song of the Earth                            | Antonín Dvořák                                                |                                      |                                       |  |
| 1960 | Allegro                                      | Arcangelo Corelli                                             |                                      |                                       |  |
| 1960 | Dawn of Life                                 |                                                               |                                      |                                       |  |
| 1960 | The Farmer’s Curst Wife                      | Peter Warlock                                                 |                                      |                                       |  |
| 1960 | Frankie and Johannie                         | Peter Warlock                                                 |                                      |                                       |  |
| 1960 | Imaginary Invalid                            | Gioachino Rossini                                             |                                      |                                       |  |
| 1960 | Secret Annexe                                |                                                               |                                      |                                       |  |
| 1960 | West Indian Spiritual                        |                                                               |                                      |                                       |  |
| 1961 | Dance for Two                                | Germaine Tailleferre                                          |                                      |                                       |  |
| 1961 | Egypt                                        |                                                               |                                      |                                       |  |
| 1961 | The House of Bernarda Alba (The Sisters)     | Joaquín Turina                                                |                                      | geschreven door Federico Lorca        |  |
| 1961 | Metamorphoses                                | Ovid                                                          |                                      |                                       |  |
| 1961 | Pierrot                                      | Johann Sebastian Bach                                         |                                      |                                       |  |
| 1963 | Dance for Men                                |                                                               |                                      |                                       |  |
| 1963 | Dream                                        | Friedrich Wilckens                                            |                                      |                                       |  |
| 1963 | Lady Isobel and the Elf Knight               | Peter Warlock                                                 |                                      |                                       |  |
| 1963 | Narcissus (The Image)                        | Heinz Graupner                                                |                                      |                                       |  |
| 1965 | Ballad of the Hanged (Villons Epitaph)       |                                                               |                                      |                                       |  |
| 1965 | Cain’s Morning                               |                                                               |                                      |                                       |  |
| 1965 | Canticle of the Sun                          | Johann Pachelbel                                              |                                      |                                       |  |
| 1965 | Creation of Adam & Eve                       | Olivier Messiaen                                              |                                      |                                       |  |
| 1965 | Nightwalkers                                 | Olivier Messiaen                                              |                                      |                                       |  |
| 1965 | Saint Francis and his sermon to the birds    |                                                               |                                      |                                       |  |
| 1968 | Angelic Prelude – Inspirations               | Giuseppe Torelli                                              |                                      |                                       |  |
| 1968 | Salome                                       | Philip Croot                                                  |                                      |                                       |  |
| 1968 | Towards the Light                            | Edvard Grieg                                                  | Sadlers Wells                        |                                       |  |
| 1968 | The Wise & Foolish Virgins                   | Philip Croot                                                  |                                      |                                       |  |
| 1970 | The Scarecrow                                |                                                               |                                      |                                       |  |
| 1971 | Snowchild                                    |                                                               |                                      |                                       |  |
| 1972 | Bamboo                                       | Aram Chatschaturjan                                           | Commonwealth Institute, London       |                                       |  |
| 1972 | Bauhaus                                      | Erik Satie                                                    | Commonwealth Institute, London       |                                       |  |
| 1972 | Embrace                                      | Erik Satie                                                    | Commonwealth Institute, London       |                                       |  |
| 1972 | Flight                                       |                                                               | Commonwealth Institute, London       |                                       |  |
| 1972 | Hieronymus Bosch                             | Roger Cutts                                                   | Commonwealth Institute, London       |                                       |  |
| 1972 | Honoré Daumier                               |                                                               | Commonwealth Institute, London       |                                       |  |
| 1972 | The Hypopatic Doctor                         | Gioachino Rossini, Franz Schubert                             | Commonwealth Institute, London       |                                       |  |
| 1972 | Inspirations                                 | Sergei Rachmaninoff, Claude Debussy                           | Commonwealth Institute, London       |                                       |  |
| 1972 | Man against Flood                            | Yin Chengzong                                                 | Commonwealth Institute, London       | gebaseerd op het boek van Rewi Alley  |  |
| 1972 | Prelude                                      |                                                               |                                      |                                       |  |
| 1972 | Renaissance, Scene on Earth, Scene on Heaven | Mompou, Gordon Langford, Banchieri                            | Commonwealth Institute, London       |                                       |  |
| 1972 | Shiva and the Grasshopper                    | Gordon Langford                                               | Commonwealth Institute, London       | gebaseerd op het gedicht van Kipling  |  |
| 1972 | Suspension                                   | Maurice Ravel                                                 | Commonwealth Institute, London       |                                       |  |
| 1972 | Tranquillity                                 | Alan Hovhaness                                                | Commonwealth Institute, London       |                                       |  |
| 1972 | Tribal Nocturne                              | Béla Bartók                                                   | Commonwealth Institute, London       |                                       |  |
| 1974 | Archaic                                      |                                                               |                                      |                                       |  |
| 1974 | Bamboo                                       | Aram Chatschaturjan                                           |                                      |                                       |  |
| 1974 | Egypt                                        | Giuseppe Verdi                                                |                                      |                                       |  |
| 1974 | Hieronymus Bosch                             | Roger Cutts                                                   |                                      |                                       |  |
| 1974 | The Hunter and the Hunted                    |                                                               |                                      |                                       |  |
| 1974 | Paul Klee Spring Awakening                   | Béla Bartók                                                   |                                      |                                       |  |
| 1974 | Renaissance                                  | Federico Mompou                                               |                                      |                                       |  |
| 1974 | Spring Awakening                             |                                                               |                                      |                                       |  |
| 1975 | Inspirations                                 | Sergei Rachmaninow, Claude Debussy                            | Hampstead Theatre, London            |                                       |  |
| 1975 | Mobiles                                      | Alfredo Casella                                               | Hampstead Theatre, London            |                                       |  |
| 1975 | Paul Klee Spring Awakening                   | Béla Bartók                                                   | Hampstead Theatre, London            |                                       |  |
| 1975 | Rockpaintings                                | Roger Cutts                                                   | Hampstead Theatre, London            |                                       |  |
| 1975 | Toulouse Lautrec                             | Erik Satie                                                    | Hampstead Theatre, London            |                                       |  |
| 1976 | The Park                                     |                                                               |                                      |                                       |  |
| 1977 | Prelude and Chorale                          | César Franck                                                  |                                      |                                       |  |
| 1977 | Sacred and Profane Dance                     |                                                               |                                      |                                       |  |
| 1979 | African Poetry                               |                                                               |                                      |                                       |  |
| 1979 | Apsaras                                      |                                                               |                                      |                                       |  |
| 1979 | Homage to Barbara Hepworth                   | Heitor Villa-Lobos                                            |                                      |                                       |  |
| 1979 | Prelude                                      | Giuseppe Torelli                                              |                                      |                                       |  |
| 1979 | Tower of Mothers                             | Carl Orff                                                     |                                      |                                       |  |
| 1979 | Tradisches Ballet                            |                                                               |                                      | gechoreografeerd door Oskar Schlemmer |  |
| 1979 | We are Dancing                               | Johann Sebastian Bach                                         |                                      |                                       |  |
| 1983 | The Bow and Arrow                            | David Sutton-Anderson                                         | Hampstead Theatre, London            |                                       |  |
| 1983 | Fishes                                       | David Sutton-Anderson                                         | Hampstead Theatre, London            |                                       |  |
| 1983 | The Letter                                   | Coleridge                                                     | Hampstead Theatre, London            |                                       |  |
| 1983 | The Manikin                                  | Coleridge                                                     | Hampstead Theatre, London            |                                       |  |
| 1983 | The Penguin Story                            | David Sutton-Anderson                                         | Hampstead Theatre, London            |                                       |  |
| 1983 | Pick a Back                                  | Coleridge                                                     | Hampstead Theatre, London            |                                       |  |
| 1983 | Poems on a Boy’s Painting                    | David Sutton-Anderson                                         | Hampstead Theatre, London            | Poëzie van Ke Yan, beelden van Bu Di  |  |
| 1983 | Sea and Sand                                 |                                                               | Hampstead Theatre, London            | Gedichte von Rewi Alley               |  |
| 1983 | Sea, Clouds, Sparkling Lighthouse, Flames    |                                                               | Hampstead Theatre, London            |                                       |  |
| 1983 | Umbrellas                                    |                                                               | Hampstead Theatre, London            | Poëzie van Ke Yan, beelden van Bu Di  |  |
| 1983 | What is a Poem                               | David Sutton-Anderson                                         | Hampstead Theatre, London            |                                       |  |
| 1984 | The City                                     | Marcel Rubin                                                  | Hampstead Theatre, London            |                                       |  |
| 1984 | Don Quixote                                  | David Sutton-Anderson                                         | Hampstead Theatre, London            |                                       |  |
| 1984 | Ritual                                       | David Sutton-Anderson                                         | Hampstead Theatre, London            |                                       |  |
| 1984 | Scherzo                                      | Frédéric Chopin                                               |                                      |                                       |  |
| 1988 | Children of the Vorstadt                     | Franz Lehár                                                   | Hampstead Theatre, London            |                                       |  |
| 1988 | Childrens' Games                             |                                                               |                                      |                                       |  |
| 1988 | Death and the Maiden                         | Franz Schubert                                                | Hampstead Theatre, London            |                                       |  |
| 1988 | Egon Schiele in Memoriam, The Dying Empire   | Strauss                                                       | Hampstead Theatre, London            |                                       |  |
| 1988 | The Family                                   | Hugo Wolf                                                     | Hampstead Theatre, London            |                                       |  |
| 1988 | Flemish Picture Sheet                        |                                                               |                                      |                                       |  |
| 1988 | Fluteplayers                                 |                                                               |                                      |                                       |  |
| 1988 | Four Seasons                                 | Antonio Vivaldi                                               | Hampstead Theatre, London            |                                       |  |
| 1988 | Golem                                        | Wilckens                                                      |                                      |                                       |  |
| 1988 | Hands                                        | David Sutton-Anderson                                         | Hampstead Theatre, London            |                                       |  |
| 1988 | The Least is the Most                        | Schlagzeug: David Sutton-Anderson                             | Hampstead Theatre, London            |                                       |  |
| 1988 | Mechanical Ballet                            | Ludwig Hirschfeld Mack                                        |                                      |                                       |  |
| 1988 | Models                                       | Franz Schubert, Arnold Schönberg                              | Hampstead Theatre, London            |                                       |  |
| 1995 | Whales                                       |                                                               |                                      |                                       |  |
| 2000 | Rhythms of the Unconscious Mind              |                                                               |                                      |                                       |  |

- Bibsys: 90549327
- Bibliothèque nationale de France: cb122604782 (data)
- Gemeinsame Normdatei: 118940171
- International Standard Name Identifier: 0000 0000 1059 0877
- Library of Congress Control Number: n97858451
- Nationale Bibliotheek van Israël: 987007572743505171
- Virtual International Authority File: 288149106213668491703